# Сумский уезд
Су́мский уе́зд — административно-территориальная единица Харьковской губернии в составе Российской империи. Административный центр — город Сумы.

## История
- 1780 год — по указу императрицы Екатерины II от 25 апреля был образован Сумский уезд в составе Харьковского наместничества путём преобразования Сумской провинции и Богодуховского комиссарства.
- 1796 год — по указу императора Павла I от 12 декабря уезд вошёл в состав обновлённой Слободско-Украинской губернии.
- 5 декабря 1835 года — губерния преобразована в Харьковскую.
- С момента основания по 1 сентября (ст.ст.) 1917 года — в составе Российской империи.
- С 1 сентября (ст.ст.) по 25 октября (ст.ст.) 1917 года — в составе Российской республики. Далее началась Гражданская война и многочисленные смены власти.
- В апреле 1918 года оккупирован австро-германскими войсками.
- C 29 апреля по 14 декабря 1918 года во время Гражданской войны 1918—1923 годов в составе Украинской державы, марионеточном государстве германских оккупационных войск.
- В июне 1919 года занят Добровольческой армией и вошёл в состав Харьковской области ВСЮР до декабря 1919 года.
- C декабря 1922 года в составе Украинской Советской Социалистической Республики Союза Советских Социалистических Республик.
- 7 марта 1923 года в СССР введена система административно-территориального деления (район — округ — губерния — центр); Харьковская губерния была разделена на пять округов: Харьковский (24 района), Богодуховский (12 районов), Изюмский (11 районов), Купянский (12 районов) и Сумский (16 районов). Сумский уезд был упразднён. Территория уезда вошла в состав Сумского округа и нём был образован первоначально небольшой Сумский район Харьковской губернии.
- 1923 год — после административной реформы уезд был упразднён с последующим образованием Сумского округа, а в 1939 году Сумской области.

### Региональная символика
Герб имеет следующее описание: «В серебряном поле три чёрные сумы с их перевязами и золотыми пуговицами, показывающие именование сего города».

## Административное деление
К 1886 году Сумский уезд насчитывал 23 волости, а в 1913 году их было 22:
1. Беловодская волость — с. Беловоды,
2. Белопольская волость — г. Белополье,
3. Велико-Бобрицкая волость — с. Великий Бобрик,
4. Верхне-Сыроватская волость — сл. Верхняя Сыроватка,
5. Вировская волость — с. Виры,
6. Ворожбянская волость — сл. Ворожба,
7. Куяновская волость — с. Куяновка,
8. Нижне-Сыроватская волость — сл. Нижняя Сыроватка,
9. Николаевская волость — с. Николаевка,
10. Павловская волость — с. Павловка,
11. Писаревская волость — с. Писаревка,
12. Прорубская волость — сл. Прорубь,
13. Речанская волость — сл. Речки,
14. Степановская волость — с. Степановка,
15. Стецковская волость — ст. Стецковка,
16. Сумская волость — г. Сумы,
17. Терещковская волость — сл. Терешковка,
18. Тимофеевская волость
19. Ульяновская волость — с. Ульяновка,
20. Хотенская волость — с. Хотень,
21. Чернетчинская волость — сл. Большая Чернетчина,
22. Юнаковская волость — с. Юнаковка,
23. Ястребенская волость — с. Ястребенное.

Волости были прикреплены и состояли в соответствующих станах Сумского уезда Харьковской губернии.
- В 1-м стане: Велико-Бобрицкая волость, Верхне-Сыроватская волость, Нижне-Сыроватская волость, Степановская волость, Стецковская волость, Сумская волость, Терещковская волость, Тимофеевская волость, Хотенская волость.
- Во 2-м стане: Беловодская волость, Белопольская волость, Вировская волость, Ворожбянская волость, Куяновская волость, Николаевская волость, Павловская волость, Писаревская волость, Прорубская волость, Речанская волость, Ульяновская волость, Юнаковская волость, Ястребенская волость.
- В 1-м и 2-м станах: Чернетчинская волость.

## Природно-географическое описание
В 1907 году Сумский уезд располагался в северо-западной части Харьковской губернии и занимал 2 801 кв. вёрст или 290 511 десятин, поверхность Сумского уезда ровная, почва (чернозём) весьма плодородная. В геологическом строении Сумского уезда принимают участие верхнемеловые и нижнетретичные породы в виде мелового рухляка, главконитовых и белых песков, зелёных рухляков и пёстрокрашенных глин. Из полезных ископаемых встречаются фосфорит, гончарные глины. Кроме того, в Сумском уезде имеются три значительных торфяника, площадь которых ок. 900 дес., а толщина слоя — 6 и 7 футов; торф разрабатывается для нужд местных свекло-сахарных заводов. Реки, орошающие Сумский уезд, принадлежат системе р. Днепр, из них более значительные: Псёл — перерезает уезд, не судоходен, но богат рыбой; Вир, приток р. Сейм, течёт в сев. части уезда (40 вёрст). Значительных озёр и болот в с. уезде нет. Леса занимали 40 087 десятин; большая часть их сосредоточена по берегам р. Псёл.

## Население
По переписи 1897 года население уезда составляло 228 094 человек, в том числе в городе Сумы — 27 564 жит., в заштатном городе Белополье — 15 215 жит.
В 1898 году в Сумском уезде насчитывалось 251 542 жителей (из них 120 063 женщин), в том числе в городах 45 791. Большая часть населения — малороссияне и православные (99 %), крестьян 208 180, мещан и цеховых − 18 782, войск, запасных и отставных солдат с семьями — 22 109. На 1 кв. версту приходится ок. 90 жителей; по густоте населения уезд занимает после Харьковского уезда (114 чел.) второе место в губернии. Недостаток земли, при земледельческом характере большинства населения, заставляет многих крестьян Сумского уезда выселяться; в 1898 г. переселилось из уезда 2 123 души (2/3 всех переселенцев из Харьковской губернии). Населённых мест в уезде, не считая мелких посёлков (отдельных усадеб и др.), 343, из них 2 города (Сумы и Белополье), 10 слобод, 25 сёл и 306 других крестьянских селений.
| Год  | Численность | Численность |
| ---- | ----------- | ----------- |
| 1860 | 128 484     | [ 6 ]       |
| 1897 | 228 094     | [ 7 ]       |
| 1917 | 339 000     | [ 8 ]       |

### Национальный состав
Национальный состав по переписи 1897 года:
- русские
  - малорусы — 209 665 чел. (91,9 %),
  - великорусы — 16 013 чел. (7,0 %),
  - белорусы — 274 чел.
- поляки — 414 чел.
- славяне
  - чехи — 36 чел.
- французы — 27 чел.
- немцы — 426 чел.
- армяне — 20 чел.
- цыгане — 19 чел.
- евреи — 978 чел.
- татары — 147 чел.
- башкиры — 1 чел.
- прочие — 74 чел.

## Хозяйственная деятельность

### Землевладение
Из 271 408 дес. земли, подлежавшей учёту в 1898 году, принадлежало: казне — 363 дес., монастырям и церквям — 1 251, городам — 201, различным учреждениям — 92, потомственным дворянам — 89 260, частным владельцам недворянам — 34 089, крестьянам в наделе — 130 653, им же на праве личной собственности −15 499 десятин. Земледелие составляет главное занятие большей части населения. Под посевами было (в 1898 г.): ржи — 44 110 дес., пшеницы озимой — 5 845, пшеницы яровой — 8 970, овса — 31 706, ячменя — 9 256, гречихи — 9 459, проса — 3 756, прочих хлебов — 564 и картофеля — 5 469 дес. Средняя урожайность: ржи — 7,6, пшеницы озимой — 9,4, пшеницы яровой — 6,7, овса — 8,0, ячменя — 7,4, гречихи — 6, проса — 30,7, картофеля — 5,5. Хлеба много отпускается за пределы уезда. Развита культура свекловицы, конопли и табака (низших сортов). Свекловица сбывается на местные свеклосахарные заводы, конопля, в виде семени и пеньки — на местных ярмарках. У частных владельцев и многих крестьян обширные фруктовые сады, имеющие промышленное значение.

### Скотоводство
В 1898 году: лошадей — 45 057, рогатого скота — 38 912, овец простых — 53 832, свиней — 32 524.
Конских заводов 4; сбыт молодых лошадей на местных ярмарках.

### Промышленность
Фабрик и заводов в 1898 году действовало 190, с 7 566 рабочими и общей суммой производства на 19 507 тыс. руб.; среди них первое место занимают 8 свекло-сахарных заводов (3 725 рабочих, произв. на 7 307 тыс. руб.), 1 сахаро-рафинадный (780 рабочих, на 8 650 тыс. руб.) и 8 винокуренных (264 раб., на 611 тыс. руб.).

### Торговля
Торговля сельская сосредоточена главным образом на 59 ярмарках, в 18 селениях; более значительная ярмарка в с. Юнаковки. Большой отпуск хлеба со станций Курской северной железной дороги, Ворожбы (6 536 тыс. пудов) и Новосёлок (946 тыс.пд.). Железные дороги пересекают Сумский уезд на протяжении 114 вёрст (121,6 км).

### Медицина
Врачебная помощь: 6 больниц на 128 кроватей, 1 аптека; 4 богадельни на 37 человек.

### Образование
Школ (в 1898-1899 годах) в уезде (исключая г. Сумы): в заштатном г. Белополье 6, с 953 учениками (763 мальчиков и 190 девочек), в селениях — 73 земских, с 6 789 учениками (5 056 мал. и 1 733 дев.), 55 церковно приходских и 9 школ грамоты, с 3 417 учениками (2 413 мал. и 1 004 дев.), в с. Искрисковщине Михайловская казённая 1 разрядная низшая сед. юз. школа. Харьковская община сельского хозяйства и сельскохозяйственной промышленности имеет в с. Морочах опытное поле. Земский бюджет за 1898 год: доход — 255 895 р., расход — 217 529 р., из них на земское управление — 17 164 р., на врачебную часть — 75 778 р., на народное образование — 63 670 р., д. р.